# Гранатовая питта
Грана́товая пи́тта (лат. Erythropitta granatina) — вид воробьиных птиц из семейства питтовых (Pittidae). Выделяют два подвида.
У гранатовой питты грудь и брюшко цветом и впрямь напоминают розовую разновидность драгоценного граната. Имеет длину около 17 см.
Обитает в Юго-Восточной Азии. Летает питта неохотно. Она прыгает по земле в поисках червей, жуков, муравьёв и других мелких животных, иногда склёвывая семена и ягоды.
Даже от хищника питта не улетает, а стремглав бежит в густой кустарник. Заставить питту подняться в воздух могут лишь чрезвычайные обстоятельства. Гранатовые питты отлично умеют сливаться с лесным фоном, и их присутствие чаще всего можно обнаружить только по пению.
Их диета состоит в основном из фруктов, семян, насекомых, муравьёв, жуков и других беспозвоночных, таких как улитки. Она разбивает раковины улиток, ударяя их о стволы деревьев или камни. 
Период размножения с марта по август. Строит куполообразное гнездо с боковым входом на земле или в кустах у земли. Узкий вход ведёт в гнездовую камеру, покрытую мхом и гниющими листьями. Кладка состоит из двух яиц.

## Подвиды
Выделяют 2 подвида:
- E. g. coccinea (Eyton, 1839) — Малайский полуостров и остров Суматра;
- E. g. granatina (Temminck, 1830) — остров Калимантан (кроме севера острова).